# Kamionka Dolna
Kamionka Dolna – osada w Polsce położona w województwie podkarpackim, w powiecie niżańskim, w gminie Krzeszów.
Przez wieś przebiega żółty szlak turystyczny z Sandomierza do Leżajska.
W 1967 powstała Ochotnicza Straż Pożarna w Kamionce Dolnej.
Wierni Kościoła rzymskokatolickiego należą do parafii Narodzenia Najświętszej Maryi Panny w Krzeszowie.